# Джонс, Энни

Волосы Энни Джонс

Энни (Анни) Джонс (англ. Annie Jones; 14 июля 1865, Виргиния, США — 22 октября 1902, Нью-Йорк, США) — американская бородатая женщина, гастролировавшая с шоуменом и антрепренёром Финеасом Барнумом в цирковом аттракционе. Ряд её портретов выполнил американский фотограф Мэттью Брэди.

## Биография
Родилась 14 июля 1865 года в городе Мэрион, округ  Смит штата Виргиния.
Родители девочки, когда ей исполнилось девять месяцев, начали работать с шоуменом Барнумом, который заключил с её матерью трёхлетний контракт и она получала за дочку 150 долларов в неделю. Проживали они к этому времени в Нью-Йорке. К пяти годам у Энни появились усы и бакенбарды и она стала широко известна как «бородатая девочка».
C этой необычной девочкой связаны случаи её похищения и использования для частных показов, пока её не вернули матери, которая следила за дочерью в течение всей последующей жизни. Карьера Энни Джонс включала много путешествий — она работала с различными антрепренёрами и музеями. В зрелом возрасте волосы на голове девушки достигали длины 180 см. Энни была также известна своими музыкальными способностями.
Она дважды была замужем: c 1881 года — за Ричардом Эллиотом, но развелась в 1895 году и вышла замуж за друга детства Уильяма Донована, который вскоре умер, оставив её вдовой.
Умерла Энни Джонс 22 октября 1902 года в Бруклине, Нью-Йорк, от туберкулёза. На сегодня остаётся неизвестным, что являлось причиной такого состояния женщины — гирсутизм или какое-то другое генетическое заболевание.